# (488433) 2016 XD22
(488433) 2016 XD22 es un asteroide perteneciente al cinturón de asteroides, descubierto el 5 de septiembre de 2007 por el equipo del Catalina Sky Survey desde el Catalina Sky Survey, Arizona, Estados Unidos.

## Designación y nombre
Designado provisionalmente como 2016 XD22.

## Características orbitales
2016 XD22 está situado a una distancia media del Sol de 2,658 ua, pudiendo alejarse hasta 3,386 ua y acercarse hasta 1,930 ua. Su excentricidad es 0,273 y la inclinación orbital 14,83 grados. Emplea 1583,45 días en completar una órbita alrededor del Sol.

## Características físicas
La magnitud absoluta de 2016 XD22 es 17,1.